# Botoki
Botoki (lit. Batakiai) – miasteczko na Litwie, położone w okręgu tauroskim w rejonie tauroskim, 19 km na północny wschód od Taurogów, 380 mieszkańców (2001). Siedziba starostwa Botoki. Litewski pomnik urbanistyki.
Znajduje się tu kościół parafialny katolicki i luterański, szkoła oraz poczta. 2 km od miasteczka położona jest stacja kolejowa, a przez miasto przebiega droga Taurogi–Skaudwile. Grodzisko w Botokach o rozmiarach 40 × 22 metry i wysokości wałów 8–9 metrów datowane jest na koniec XIII wieku.
W latach 1891–1899 rabinem botockim był Gerszon Lipszyc, w miasteczku funkcjonował żydowski dom modlitewny. Od 1907 roku funkcję rabina pełnił Gerszon-Szalom Kab.
W 1923 roku społeczność żydowska liczyła 88 osób. 
22 czerwca 1941 roku Botoki zajęły wojska niemieckie. 21 lipca 1941 roku Niemcy rozstrzelali w podmiejskim lesie wszystkich Żydów-mężczyzn, starszych niż 14 lat. Kilkaset żydowskich kobiet, dzieci i starców – mieszkańców Botok, Upiny i Skaudwili oraz uchodźców z innych miejscowości, stłoczono w dwóch nieukończonych barakach pozostałych po Armii Czerwonej na stacji kolejowej. Przez dwa miesiące przetrzymywano ich pod strażą policji litewskiej, wysyłając silne kobiety i podrostków do prac w pobliskich gospodarstwach. Wszystkie kobiety i dzieci – łącznie ok. 800 osób – zamordowano w sierpniu 1941 r., po czym pochowano je w zbiorowym grobie w lesie, ok. 5 km od Botok, na brzegu Anczy.
Od 2006 roku miasteczko posiada własny herb nadany dekretem prezydenta Republiki Litewskiej.